# Astrazione (filosofia)
L'astrazione (dal latino abstractio che a sua volta riprende quello greco di "αφαίρεσις" (aphàiresis)), nel suo senso principale, è un processo concettuale in cui regole e concetti generali derivano dall'uso e dalla classificazione di esempi specifici, significanti letterali ("reali" o "concreti"), principi primi o altri metodi. 

## Descrizione
Un'astrazione è il risultato di questo processo, un concetto che funge da nome comune per tutti i concetti subordinati e collega tutti i concetti correlati come un gruppo, un campo o una categoria. In senso generico l'astrazione è il procedimento del pensiero per il quale si isola un elemento da tutti gli altri ai quali era connesso e lo si considera quale particolare oggetto di ricerca.
In filosofia, secondo la logica classica, l'astrazione insieme alla generalizzazione è un metodo logico per ottenere concetti universali ricavandoli dalla conoscenza sensibile di oggetti particolari trattenendone le note caratteristiche comuni e mettendo da parte quelle che appaiono solo in alcuni.
Di astrazione si parla anche nelle scienze fisico-matematiche quando invece di ricorrere al concetto astratto (per esempio quello di "direzione") si elencano le condizioni per cui due oggetti (per esempio le rette parallele) hanno in comune proprio quel concetto: la direzione cioè è ciò che hanno in comune le rette parallele.
Fuori dalla metafisica, in cui l'astrazione ha la funzione di ridurre l'oggetto al solo essere, si parla invece di generalizzazione quando il pensiero attribuisce queste note caratteristiche a tutti gli oggetti non solo a quelli presenti ma anche a quelli passati e futuri nei quali presume che quelle note siano, sono state e saranno presenti. 
La generalizzazione riguarda in particolare la matematica e la fisica quando vengono introdotti nuovi simboli e elaborate nuove ipotesi per cui si amplia il campo precedente di indagine che diviene un settore di ricerca particolare rispetto a quello più esteso che ora lo contiene. Per esempio la meccanica relativistica è una generalizzazione della meccanica classica.

## Storia del concetto

### Filosofia antica
Il metodo astrattivo, conosciuto sin dalle origini del pensiero greco, fu teorizzato e sistemato da Aristotele e quindi ripreso da Boezio e adottato da tutta la filosofia medioevale secondo la quale vi sono tre tipi graduali di astrazione:
- l'astrazione fisica, che tralascia le caratteristiche individuali degli oggetti particolari ma conserva la loro natura materiale;
- l'astrazione matematica, che prescinde anch'essa dalle caratteristiche sensibili della materia ma non da quelle intelligibili inerenti all'estensione della materia stessa;
- l'astrazione metafisica che si limita a considerare l'ente in quanto ente, mettendo da parte anche ogni connotazione collegata all'estensione.

Nella scuola aristotelica della Scolastica l'astrazione è il risultato dell'intelletto passivo che subisce, attraverso i sensi, l'impronta delle immagini sensibili delle cose fenomeniche e dell'intelletto attivo che, secondo il processo potenza-atto, unendosi come forma alla materia sensibile, esclude le connotazioni sensibili delle immagini e le tramuta in concetti universali, realizzando così l'atto conoscitivo.
La generalizzazione costituisce la fallacia logica aristotelica, Secundum quid, qualora da più assunti logicamente corretti si desuma un successivo assunto errato (es: Marco è atletico e veloce, Simona è atletica e veloce, Matteo è atletico e veloce: tutte le persone atletiche sono veloci).

### Filosofia moderna
L'empirismo moderno di David Hume e George Berkeley nega che l'intelletto possa giungere con questo procedimento alla conoscenza degli universali. L'intelletto non opera nessuna astrazione ma coglie un particolare e lo innalza a simbolo di tutte le rappresentazioni particolari che sono le uniche realmente possibili alla conoscenza.
Per Kant il processo astrattivo permette di "isolare", mettendo da parte ogni particolarità, le forme pure (così dette perché prive di ogni materialità) a priori di spazio e tempo che di per sé sono solo funzioni trascendentali, modi di funzionamento della nostra mente ma che applicate ai dati sensibili procurano la conoscenza della realtà attraverso i giudizi sintetici a priori. Kant ritiene anche che l'astrazione, accanto alla comparazione e alla riflessione, sia una fase indispensabile, benché "meramente negativa", della formazione di tutti i concetti.

### Filosofia del XIX e XX secolo
Del tutta abbandonata la concezione scolastica dell'astrazione la filosofia dell'800 e del 900, come quella di Charles Sanders Peirce ritiene che si debba parlare piuttosto di prescissione nel senso che la conoscenza si risolve prevalentemente nel considerare gli aspetti particolari della realtà astraendoli, scindendoli dal resto e approfondendoli nella loro singolarità. Contrariamente alla prescissione, l'astrazione ipostatica è quella che invece dà luogo a entità astratte come i numeri.
Nella logica hegeliana viene in un certo modo ripreso il significato aristotelico dell'astrazione come atto con cui si forma il concetto con il suo valore di verità universale; ma per Hegel l'universale vive ed opera nella realtà: universale-concreto lo chiamerà Croce. Nell'hegelismo la formula del rapporto tra reale e razionale viene applicata al concetto che si confronta necessariamente con la realtà (tutto ciò che è razionale è reale). Sarebbe invece astratta e falsa ogni realtà presa nella sua immediatezza finita senza rapportarla alla razionalità (tutto ciò che è reale è razionale) secondo quel movimento dialettico che la collega al tutto.